# Ирод Архелай
Вижте пояснителната страница за други личности с името Архелай.
Ирод Архелай (на латински: Herodes Archelaos, Archelaus; * 23 г. пр. Хр.; † 18 г.) е етнарх на Самария, Юдея, Идумея (библейски Едом) от 4 г. пр. Хр. до 6 г. сл. Хр.
Архелай е най-възрастният син на Ирод Велики и неговата четвърта съпруга самаритянката Малтака.
Брат е на Ирод Антипа и Олимпия (* 19 г. пр. Хр.). Полубрат е на Ирод II
Заедно с брат си е възпитаван в Рим.
Последното желание на баща му е той да стане цар на цялото царство. След смъртта на баща си през 4 г. пр. Хр. Архелай потушава брутално бунта на фарисеите и отива в Рим, за да му бъде призната титлата от император Август.
Август му отказва обаче царската титла и го назначава за етнарх на Юдея, Идумея и Самария.
Архелай управлява народа си обаче тирански и невъздържано. След връщането му от Рим той сменя Йоазар бен Боет и назначава брат си Елеазар за първосвещеник, като след кратко време го сменя с Йешуа бен Сие и скоро след това отново с Йоазар бен Боет.
Той прогонва първата си съпруга Мариамна (вероятно вдовицата на полубрат му Антипатър), за да се ожени за Глафира, съпругата на екзекутирания му брат Александър, въпреки че е още омъжена за Юба II (царят на Мавретания). Женитбата с вдовица на брат е обаче забранена.
Архелай получава годишно общо 600 таланта от данъци и от неговата собственост.
През 6 г. сл. Хр. Архелай е обвинен от знатните юдеи и самарити при Август, който чрез редовен съд го осъжда заради лошо управление, взема му титлата и собствеността и го заточава във Виен в Галия. Неговата Етнархия става римска провинция. Юдея се управлява след това от римския префект Копоний (6 – 9 г.).
Архелай живее в Галия от 6 – 18 г. За него няма повече сведения.
В Новия Завет Ирод Архелай е споменат един път (Мат. 2, 22). Неговото започване на управление служи за датиране на връщането на Исус, Мария и Йосиф от Египет в Назарет.